# Bakr El Helali
Bakr El Helali (ur. 10 lipca 1987 w Barkanie) – marokański piłkarz, grający jako środkowy pomocnik w Renaissance Berkane. Jednokrotny reprezentant kraju.

## Klub

### Początki
Zaczynał karierę w Renaissance Berkane, gdzie występował do 2007 roku.

### Olympique Khouribga
1 lipca 2007 roku dołączył do Olympique Khouribga.
W sezonie 2011/2012 (pierwszym w bazie Transfermarkt) zagrał 6 meczów i strzelił jednego gola.

### Wydad Casablanca
1 stycznia 2012 roku przeniósł się do Wydadu Casablanca za kwotę 110 tysięcy euro. W tym klubie zadebiutował 8 stycznia 2012 roku w meczu przeciwko Olympic Safi (porażka 2:1). Zagrał całe spotkanie. W sumie zagrał 26 meczów.

### Difaâ El Jadida
21 sierpnia 2013 roku został zawodnikiem Difaâ El Jadida. W tym klubie debiut zaliczył 27 września 2013 roku w meczu przeciwko Moghreb Tétouan (0:0). Zagrał całe spotkanie. Pierwszą asystę zaliczył 28 listopada 2013 roku w meczu przeciwko Raja Casablanca (1:0). Asystował przy bramce Johanna Lengoualamy w 65. minucie. Pierwszego gola strzelił 9 kwietnia 2014 roku w meczu przeciwko Maghreb Fez (2:2). Do siatki trafił w 67. minucie. Łącznie zagrał 41 meczów, strzelił 6 goli i dwa razy asystował.

### Ittihad Tanger
1 lipca 2015 roku przeniósł się do Ittihadu Tanger. W tym zespole zadebiutował 5 września 2015 roku w meczu przeciwko Maghreb Fez (zwycięstwo 1:0). Zagrał całe spotkanie. Pierwszą asystę zaliczył 30 kwietnia 2016 roku w meczu przeciwko KAC Kénitra (1:0). Asystował przy golu Hervégo Guya w 56. minucie. Pierwszą bramkę strzelił 4 czerwca 2016 roku w ostatnim meczu sezonu przeciwko Raja Casablanca (3:0). Do siatki trafił w 45. minucie. Łącznie rozegrał 33 mecze, dwukrotnie strzelał gole i trzykrotnie asystował.

### Powrót do Renaissance Berkane
1 lipca 2017 roku powrócił do Renaissance Berkane. W tym klubie ponownie zadebiutował 9 września 2017 roku w meczu przeciwko Ittihad Tanger (porażka 0:3). Łącznie po powrocie zagrał (stan na 24 listopada 2022) 112 meczów, strzelił 7 bramek i miał 10 asyst.

#### Sukcesy[19]
- Zwycięzca pucharu Maroka (2017/2018)
- Zwycięzca Afrykańskiego Pucharu Konfederacji (2020, 2022)
- Zwycięzca Afrykańskiego Super Pucharu (2022/2023)

## Reprezentacja
El Helali zagrał w reprezentacji Maroka jedno spotkanie. Rozegrał je 29 lutego 2012 roku, a rywalem jego drużyny była reprezentacja Burkiny Faso (wygrana 2:0). Zagrał całą drugą połowę.